# Seeäpfel
Seeäpfel (Pseudocolochirus) sind Stachelhäuter (Echinodermata) aus der Klasse der Seegurken (Holothuroidea). Sie leben in den Korallenriffen des Indopazifik von Sri Lanka bis Australien und Japan in Tiefen bis 25 Metern.

## Merkmale
Seeäpfel haben einen plumpen Körper. Sie sind wesentlich weniger langgestreckt als die meisten anderen Seegurken. Am Kopfende befindet sich ein Kranz von zehn stark verzweigten Tentakeln. Symmetrisch, in gleichen Abständen, befinden sich fünf Längsreihen von Ambulacralfüßchen am drehrunden Körper. Seeäpfel sind oft sehr bunt, mit kräftigen roten, gelben, blauen oder weißen Farbtönen. Körper, Tentakel, Mundöffnung und Ambulacralfüßchen sind oft unterschiedlich gefärbt. Es ist bis jetzt noch nicht klar, ob verschieden gefärbte Exemplare auch zu verschiedenen Arten gehören. Seeäpfel werden bis zu 20 Zentimeter lang.

## Verhalten
Die Tiere sitzen meist still und halten sich mit ihren Ambulacralfüßchen an einer für den Planktonfang günstigen Stelle im Korallenriff fest. Regelmäßig werden die Tentakel in die zentral im Tentakelkranz gelegene Mundöffnung gesteckt und hängen gebliebenes Fressbares aufgenommen. Bei Gefahr können Seeäpfel die klebrigen und durch die enthaltenen Holothurine auch giftigen Cuvierschen Schläuche aus dem Anus ausstoßen, in denen sich ein Angreifer verheddern soll. Über die Fortpflanzung der Tiere ist bis heute nichts bekannt.